# Garcinia pseudoguttifera
Garcinia pseudoguttifera is een plantensoort uit de clusiafamilie (Clusiaceae). Het is een boom met een slanke tot spreidende kroon en kan een groeihoogte bereiken van  4 tot 25 meter. De stam kan een diameter van 30 centimeter of meer hebben. De eivormige tot omgekeerd eivormige vrucht heeft een groene kleur. De soort staat op de Rode Lijst van de IUCN geklasseerd als 'niet bedreigd'.
De soort komt voor in Vanuatu en Fiji. Hij groeit daar zowel in dicht- als dun begroeide bossen, soms ook in struikgewas bij het strand, op hoogtes tot 1150 meter.
De plant wordt in het wild geoogst voor plaatselijk gebruik als voedselbron, medicijn, parfum en vanwege het hout. Uit de bladeren wordt een extract gewonnen wat gebruikt wordt om pijn te bestrijden. Uit de eetbare vrucht wordt een olie verkregen die gebruikt wordt als parfum. Uit de stam vloeit een gele of bleke latex. Verder wordt het hout soms gebruikt als timmerhout.